# معبد رینسن

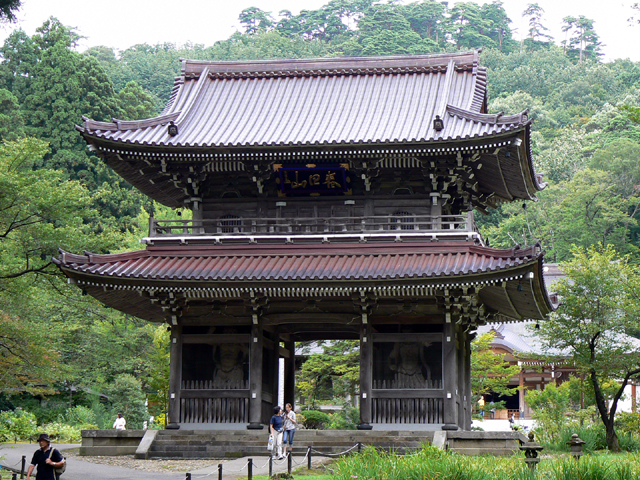
معبد رینسن

معبد رینسن (به ژاپنی: 林泉寺 りんせんじ); یک معبد از فرقه سوتو (فرقه ذن) است که در شهر جوئتسو، نیگاتا، استان نیگاتا واقع شده است. این معبد در نزدیکی قلعه کاسوگایاما قرار دارد.